# Viola Motsumi
Ntsetsao Viola Motsumi é uma política sul-africana. Em maio de 2019, ela foi eleita vice-presidente do Legislativo Provincial do Noroeste e, consequentemente, tornou-se a mais jovem vice-presidente da África do Sul. Motsumi é membro do Congresso Nacional Africano.

## Infância e educação
Motsumi nasceu na aldeia Madibe-Makgabane. Ela matriculou-se na Mmabatho High School em 2001 e passou a estudar na North-West University. Da universidade, ela possui um B.Sc. em física, certificado de pós-graduação em educação e bacharelato em microbiologia. Ela obteve um MBA da universidade em 2019. Motsumi trabalhou como professora na Mmabatho High entre 2008 e 2015.

## Carreira política
Em maio de 2019, ela foi eleita para o Legislativo Provincial do Noroeste como representante do Congresso Nacional Africano. Ela tomou posse como MPL em 22 de maio. No mesmo dia, ela foi eleita vice-presidente, sucedendo a Jane Manganye. Motsumi é a mais jovem vice-presidente da África do Sul.